# Sulitelma
Sulitelma (norska: Sulitjelma,  pitesamiska: Sulidälbmá) är ett fjällmassiv i Arjeplogs kommun och Fauske kommun på gränsen mellan Sverige och Norge, väster om Padjelanta nationalpark. Omkring två tredjedelar av bergsmassivet ligger i Norge. Högsta punkten är berget Suliskongen, 1 909 m ö.h., som ligger på den norska sidan, cirka en kilometer från gränsen. Området rymmer också Sveriges största glaciär, Salajekna, som delas av den svensk-norska gränsen.

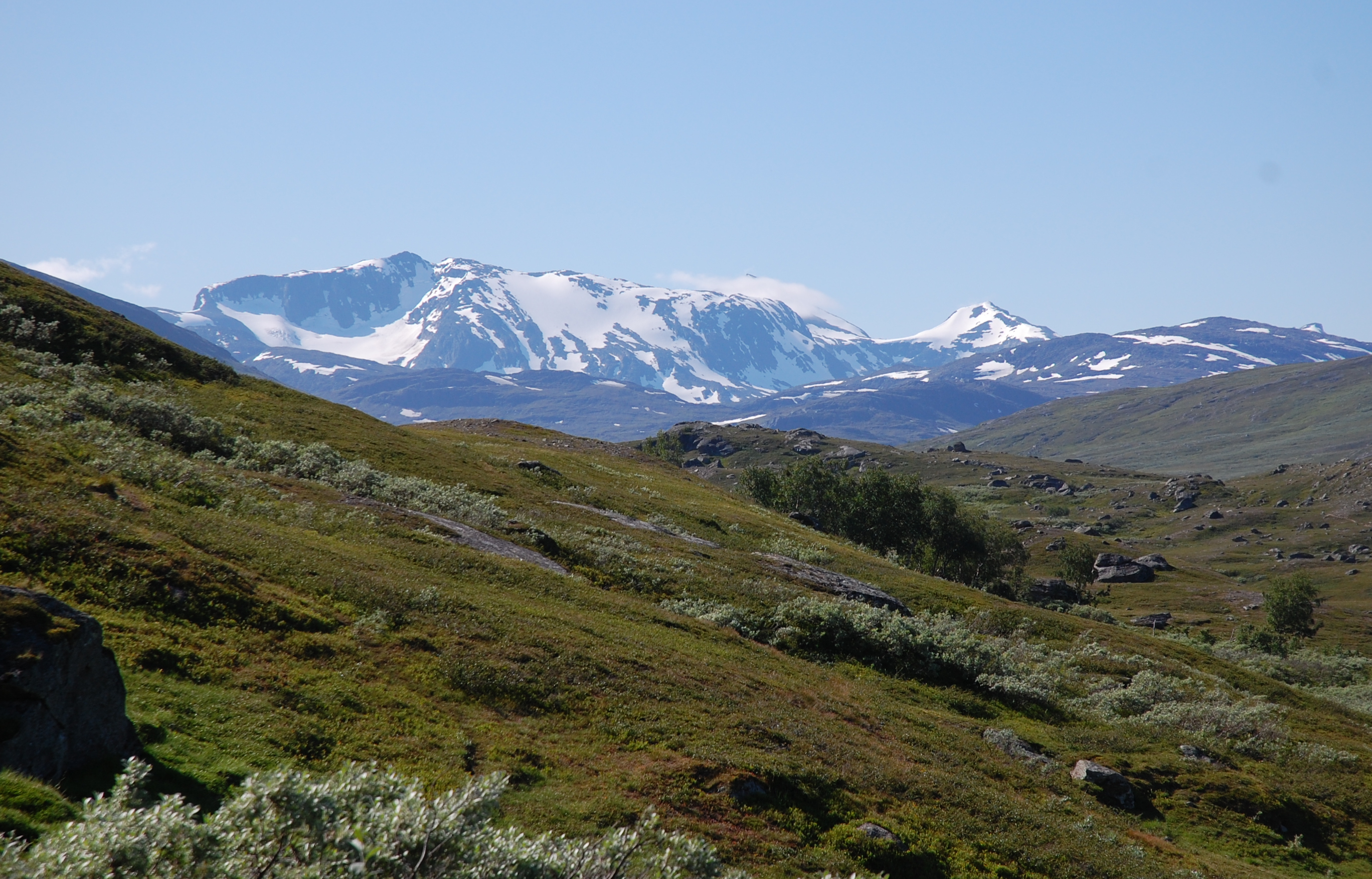
Svenska delen av fjället Sulitelma sett från Padjelanta
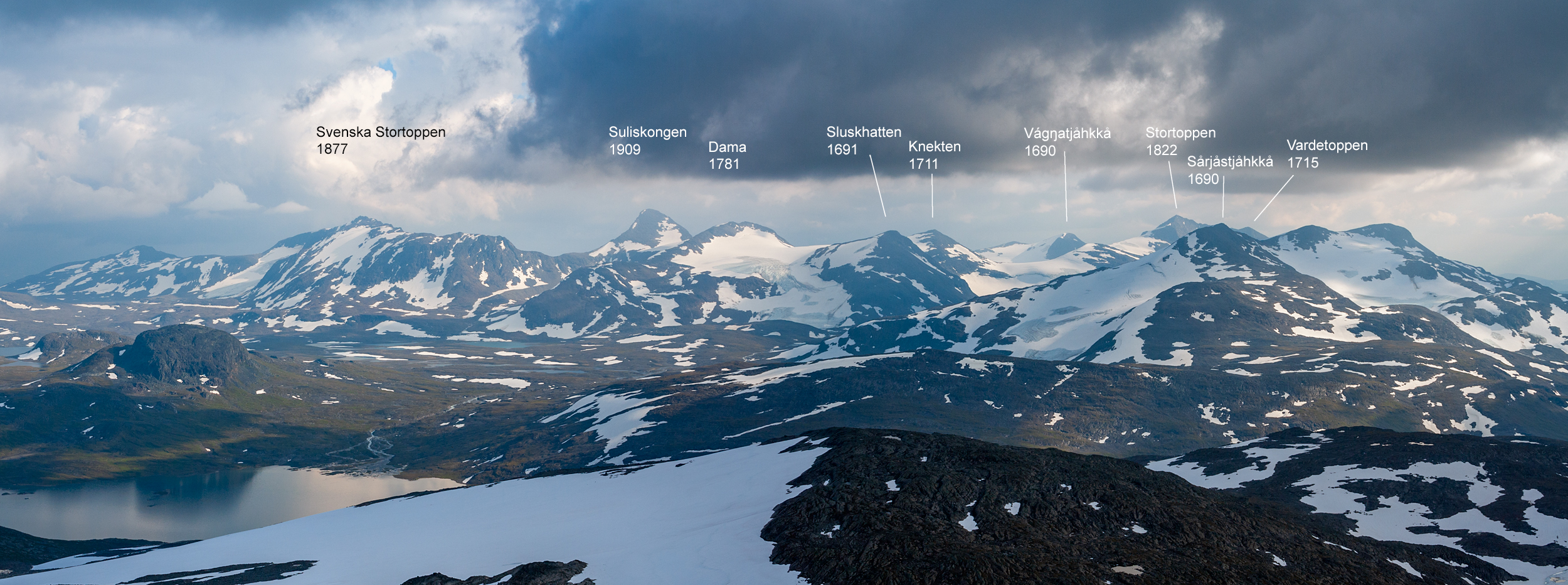
Vy mot Sulitelmamassivet från berget 1663 nära riksröse 240A.

## Namn
Sulitelma härrör från det ursprungliga samiska namnet på den bergiga regionen. Samiska ortnamn beskriver oftast terräng, men ingen vet vad Sulitelma betyder. Föreslagna (norska) översättningar är «Solens øye», «Skumringsterskelen», «Gudeporten», «Øyets terskel» och «Høytidsberg».[källa behövs]
Språkforskaren K.B. Wiklund menade att ortnamnet Sulitelma troligen inte kom från något finsk-ugriskt språk. Enligt hans uppfattning tydde detta och några andra svårtolkade ortnamn och ord på att samerna hade talat ett annat språk, kallat protolapska, innan de började tala samiska.

## Svenskt höjdrekord
Sulitelma ansågs under större delen av 1800-talet vara Sveriges högsta fjäll. Naturforskaren Göran Wahlenberg uppmätte år 1807 höjden med barometer till 1880 meter över havet, vilket då var svenskt rekord. Först 90 år senare fann man en högre punkt i Sverige, då kartografen Gustaf Wilhelm Bucht år 1897 besteg Sarektjåkkå och bestämde höjden till 2130 meter över havet (modernt värde: 2089 meter), med vilket den tog höjdrekordet. Det var först 1899 som Kebnekaise seglade upp som troligt högsta fjäll i Sverige. Sulitelma var på den tiden lättare att nå, roddbåtar kunde gå från havet till sjön Øvervatnet och sedan var det 30 km avstånd, medan de höga fjällen längre norrut var svåra att nå innan järnvägarna byggdes.